# Arbalète géante

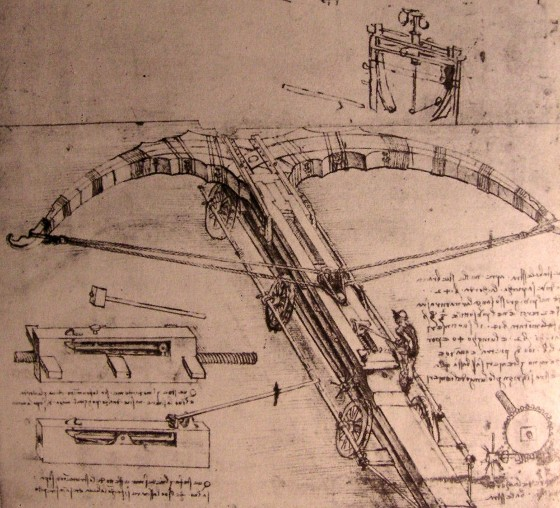
Dessin de l'arbalète géante, Codex Atlanticus

L'Arbalète géante est une arme de trait imaginée par le peintre et inventeur florentin Léonard de Vinci (1452-1519) et dont les dessins (1488-1489) figurent dans le Codex Atlanticus. Ce projet ne fut jamais mis en œuvre mais diverses maquettes en ont été réalisées par la suite et se trouvent dans des musées consacrés à l'artiste.

## Description

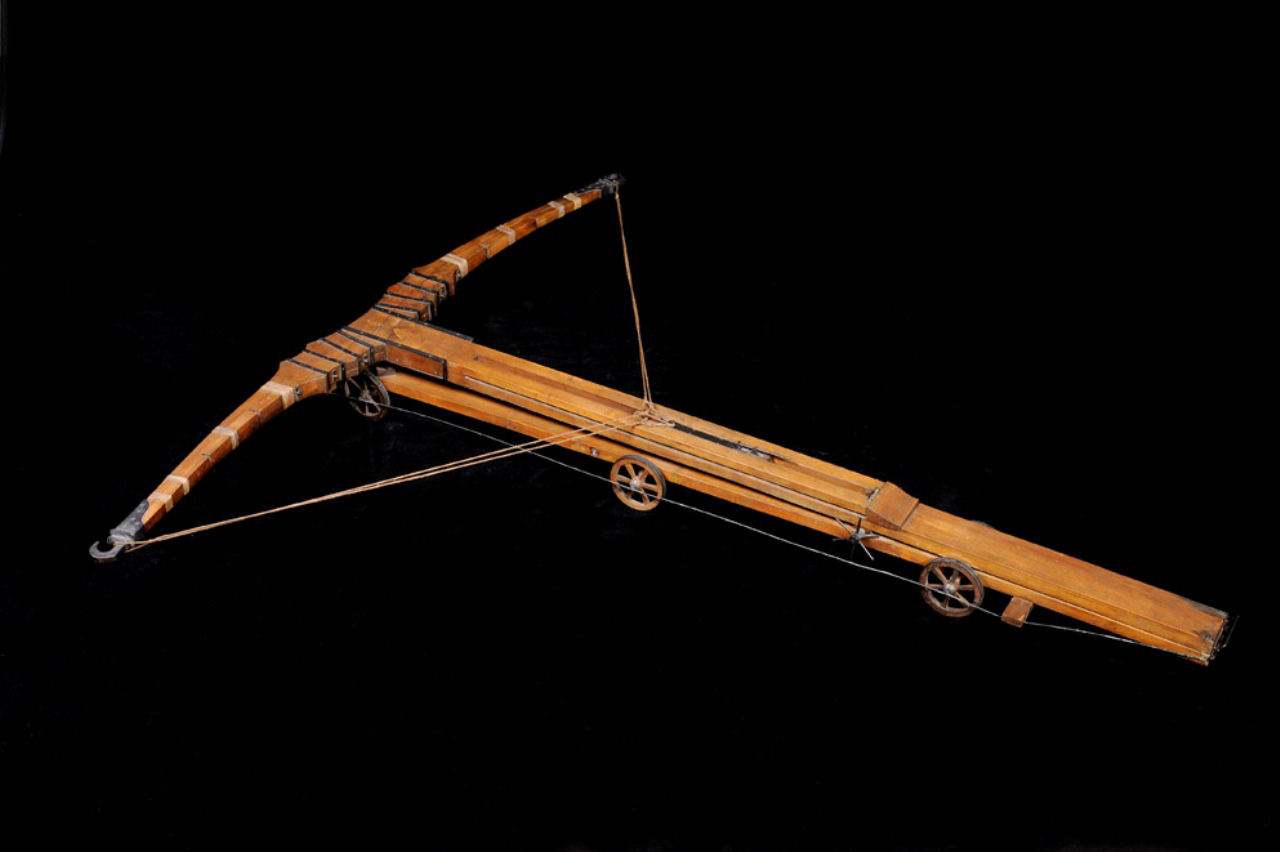
Maquette à l'échelle 1:1, Musée des sciences et des techniques Léonard de Vinci, Milan

Le projet de Vinci, tel qu'il apparaît dans le Codex Atlanticus, est de fabriquer une arbalète géante afin d'augmenter la puissance du trait et de semer la panique dans les rangs ennemis. 
La largeur totale est de 24 mètres. Il se peut que les projectiles prévus ne soient pas des carreaux d'arbalète mais des pierres ou des matériaux en flammes.